# Tauryka
Tauryka czyli wiadomości starożytne i późniejsze o stanie i mieszkańcach Krymu do naszych czasów – XVIII-wieczna praca (diariusz) autorstwa nadwornego historyka króla Stanisława Augusta Poniatowskiego, Adama Naruszewicza, pierwsza monografia historii i etnografii Krymu oraz Tatarów krymskich.
Dzieło zostało wydane w Warszawie w 1787 w Drukarni Nadwornej Jego Królewskiej Mości. Drugie wydanie ukazało się też w Warszawie, w 1805. Była to edycja Tadeusza Mostowskiego wytłoczona w Drukarni nro 646 na Nowolipiu. Drugie wydanie zawierało również Dyaryusz podróży Stanisława Augusta Króla na Ukrainę, w roku 1787, przez Adama Naruszewicza. Przy okazji wydania dzieła Naruszewicz napisał Wiersz do Nayiaśnieyszey Katarzyny II, Imperatorowey całey Rossyi przy oddaniu dzieła pod tytułem "Tauryka czyli wiadomości starożytne i poźnieysze o mieszkańcach Krymu do naszych czasów".
W 1788 pracę przetłumaczono na język rosyjski (jako pierwszą autora).